# Vetrnik
Vetrnik este o localitate din comuna Kozje, Slovenia, cu o populație de 153 de locuitori.